# ازدواج خویشاوندی

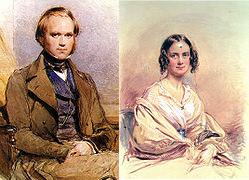
نقاشی آبرنگ از چارلز داروین و همسرش اما داروین که دختر دایی او بود.

ازدواج فامیلی ازدواجی است که زوج، جد یا نیای مشترک داشته باشند؛ مثلاً پسر عمو و دختر عمو، پسر خاله و دختر خاله، پسر دایی و دختر عمه، دختر دایی و پسر عمه. در خاورمیانه این نوع ازدواج بیشتر مرسوم است.
نگرانی‌هایی در رابطه با انتقال بیماری‌های ژنتیکی در ازدواج فامیلی وجود دارد؛ بنابراین، در این نوع ازدواج‌ها مشاوره ژنتیک توصیه می‌شود. تقریبا نیمی از ازدواج ها در جهان عرب ازدواج فامیلی است.

## از نظر علمی
مشاوره ژنتیک در هر ازدواجی ضروریست. در این نوع ازدواج احتمال تولد فرزند معلول بالاتر از سایر ازدواج‌هاست حتی اگر نسبت فامیلی دور هم داشته باشند امکان تشدید ژن معیوب در فرزندان این نوع ازدواج‌ها موجود می‌باشد. معمولاً فرزندان حاصل از ازدواج فامیلی داری IQ کمتری نسبت به انسان‌های معمولی هستند.

## در ادبیات روزمره
در میان نظامی‌ها اصطلاح حاصل ازدواج فامیلی به عنوان یک کنایه مزاح گونه رواج دارد و به فردی گفته می‌شود که از گیرایی و هوش پایین‌تری نسبت به دیگران بهره‌مند است.

## در جهان
در برخی فرهنگ‌ها و اجتماعات، ازدواج فامیلی ایده‌آل و فعالانه تشویق می‌شود. در برخی دیگر، در معرض ننگ اجتماعی قرار می‌گیرد. در برخی از کشورها این نوع ازدواج ممنوع بوده و نیاز به احکام قضایی دارد. آمارها حاکی از آن است که بیش از ده درصد ازدواج‌ها، ازدواج فامیلی است.

## در ایران

### در گیلان
در گیلان در زمانهای قدیم ازدواج فامیلی مرسوم بوده
ولی امروزه به دلیل ترس از تالاسمی سطح فوق‌العاده پایینی از ازدواجهای بین خویشاوندان فامیلی وجود دارد.

### در میان بختیاری‌ها
بختیاری‌ها به ازدواج فامیلی به علت مزیتهایی که داشت، بیشتر از سایر ازدواجها اقبال نشان داده‌اند. جوانان بختیاری خود را ملزم به ازدواج با دختران فامیل می‌دانستند و کمتر کسی به فکر انتخاب زن از طوایف دیگر بود، زیرا این عمل توهین به فامیل و وابستگان به حساب می‌آمد. بختیاری‌ها از همان ابتدا ازدواج فامیلی را ترجیح می‌دادند و دربارهٔ ازدواج با غریبه این ضرب‌المثل را به کار می‌بردند: شی غَریوی سخته. یعنی ازدواج با غریبه سخت است.

## رواج

درصد ازدواج فامیلی (پدربزرگ مشترک یا پدرپدربزرگ مشترک) در جهان
<1
1–4
5–9
10–19
20–29
30–39
40–49
50+

## وضعیت قانونی

وضعیت قانونی ازدواج فامیلی (پدربزرگ مشترک) در جهان
قانونی
قانونی با محدودیت‌ها و ملاحظات
وابسته به دین یا فرهنگ
منع قانونی
ممنوع با در نظرگیری استثناها و ملاحظات
جرم
فقدان اطلاعات